# Lieurey
Lieurey es una localidad y comuna francesa situada en la región de Alta Normandía, departamento de Eure, en el distrito de Bernay y cantón de Saint-Georges-du-Vièvre.

## Demografía
| 1128 | 1060 | 1051 | 1075 | 1155 | 1186 |
| Para los censos de 1962 a 1999 la población legal corresponde a la población sin duplicidades (Fuente: INSEE [Consultar]) |      |      |      |      |      |